# لیویو پاوانلی
لیویو پاوانلی (ایتالیایی: Livio Pavanelli؛ ‏ ۷ سپتامبر ۱۸۸۱ – ۲۹ آوریل ۱۹۵۸) یک بازیگر اهل ایتالیا بود.
از فیلم‌هایی که وی در آن‌ها نقش داشته است، می‌توان به ترانه آفتاب و تاراج رم اشاره نمود.